# Wikstroemia tenuiramis
Wikstroemia tenuiramis är en tibastväxtart som beskrevs av Friedrich Anton Wilhelm Miquel. Wikstroemia tenuiramis ingår i släktet Wikstroemia och familjen tibastväxter. Inga underarter finns listade i Catalogue of Life.